# Droga wojewódzka nr 575
Droga wojewódzka nr 575 (DW575) – droga wojewódzka w województwie mazowieckim o długości 77,650 km. Arteria łączy Płock z przedmieściami Nowego Dworu Mazowieckiego. Trasa biegnie równolegle do Wisły wzdłuż jej lewego brzegu.

## Miejscowości leżące przy trasie DW575
- Płock
- Dobrzyków
- Słubice
- Iłów
- Kamion
- Śladów
- Secymin Polski
- Kazuń Nowy